# Galium qaradaghense
Galium qaradaghense är en måreväxtart som beskrevs av Schönb.-tem.. Galium qaradaghense ingår i släktet måror, och familjen måreväxter.
Artens utbredningsområde är Irak. Inga underarter finns listade i Catalogue of Life.